# Tiroler Kirchtagmusig
Die Tiroler Kirchtagmusig ist eine österreichische Musikgruppe der alpenländischen Volksmusik.

## Geschichte
Im Jahr 1974 suchte die Österreichisch-Sowjetische Gesellschaft eine typische Tiroler Tanzlmusik für eine Russlandreise. Peter Moser wurde für diese Aufgabe angefragt, er suchte vier weitere  Volksmusikanten aus:
- Florian Pedarnig, ein  Klarinettist und Komponist, hatte ein Jahr zuvor selbst eine Tanzmusik gegründet
- Franz Posch, Student zur Ausbildung als AHS-Lehrer und  Harmonika-Spieler
- Peter Reitmeir, AHS-Lehrer für Musik und Harfenist
- Bernhard Pedarnig, Bruder von Florian, Konzertfachstudent am Kontrabass

Die Anfangszeit war vor allem vom Kontrast zwischen Moser und Pedarnig als klassischen Volksmusikanten und Posch als jungem und spritzigen Harmonikaspieler geprägt, der seine neuartige Spielweise in die Gruppe einbrachte. 1980 kam es zu ersten Änderungen in der Besetzung, als Florian Pedarnig aus Zeitgründen – er trat 1978 als Nachfolger von Sepp Tanzer die Stelle als Tiroler Landeskapellmeister an – die Gruppe verließ und Sepp Blaickner an seine Stelle trat. Zudem trat Georg Nolf als Tubist und Kontrabassist in die Gruppe ein. 1981 wurde die erste Schallplatte veröffentlicht. Da die Fünf-Mann-Besetzung für einige Auftritte klanglich zu schwach war, wurde mit Wolfgang Schafferer auf dem Hackbrett ergänzt. Anfang der 1990er Jahre verließen Posch und Nolf, die sich mehr und mehr der Dixieland-Musik zuwandten, die Gruppe. Statt ihen wurden Sepp Margreiter auf der Posaune, Lois Moser auf der Tuba, Christian Margreiter auf der Steirischen Harmonika und Otto Ehrenstrasser auf der Harfe engagiert. 2003 starb Lois Moser bei einem Unfall, statt ihm spielte seitdem Josef Ehrenstrasser, der Bruder von Otto, die Tuba. Ein besonderes Merkmal seit dieser Zeit ist die Flexibilität der Musiker; neben der Standardbesetzung mit Flügelhorn, Klarinette, Posaune, Harmonika, Harfe und Tuba kamen auch Hackbrett, Zither und Gitarre zum Einsatz; ebenso war ist eine reine Blechbläserbesetzung möglich.

## Diskografie
- Folge 1 (1991; Bogner Records)
- A Tanzl für di (1993; Bogner Records)
- Spielleut spielt’s auf zum Tanz (1997; Bogner Records)
- Weihnachtliche Weisen mit der Tiroler Kirchtagmusig (1998; Bogner Records)
- 25 Jahre Tiroler Kirchtagmusig …aufg’spielt zum Tanz (1999; Bogner Records)
- Musig, inser Freud (2002; Bogner Records)
- Still, o Himmel… Musik zur Weihnachtszeit (2003; Bogner Records)
- 30 Jahre Tiroler Kirchtagmusig …halt’s enk zamm (2004; Bogner Records)
- 40 Jahre Tiroler Kirchtagmusig (2014; Bogner Records)

## Auszeichnungen
- 1999: Kulturpreis der Volksmusiktage Wildbad Kreuth der Hanns-Seidel-Stiftung[1] als vorbildhaftes Ensemble der alpenländischen Volksmusik